# 김성훈 (과학자)
김성훈(1958년 7월 10일~ )의 연구핵심을 한마디로 설명하면 인간 단백질합성효소들을 통해 이루어지는 새로운 신호전달체계를 발견한 것이다. 즉 20가지의 단백질 합성효소(ARS)들이 기존에 알고 있는 것과 같이 단백질 합성만 하는 것이 아니고 다양한 세포 내 분자들과 상호결합을 통해 세포를 조절하는 중요네트워크를 구성하고 있다는 새로운 사실을 규명, 단백질 합성효소의 기능 연구에 대한 새로운 영역을 개척했다.
세포내 단백질 합성효소들은 생명 초기에 생성되어 유전자의 암호를 단백질로 해독하여 주는 필수적인 효소로만 간주되어 왔으며 아직까지 세포 신호전달 및 대사과정 등에 조절 인자로서의 역할은 인식되어 있지 않고 있었다.
그러나 김성훈은 이 효소들이 주관하는 새로운 세포조절 네트워크의 존재를 여러 가지 실례를 통해 규명함으로써 기존의 개념에 큰 변화를 가져오고 있다.
이러한 그의 노력으로 Cell, Molecular Cell, Nat Genet, Nat Struct Mol Biol, Nat Chem Biol, PNAS, TIBS 등 세계 최고 수준의 학술지에 120여편의 논문을 게재했으며 3000여회에 이르는 인용횟수를 나타내면서 이제 국제적으로 관련 연구를 선도하고 있다.
또한 효소들의 기능이상에 의해 발생하는 각종 질병에 대하여 연구함으로써 생명의 가장 기본적인 대사 과정을 담당하는 효소들의 연구를 통해 기초생명과학의 연구가 중개 연구를 통해 신약 개발로 이어지는 좋은 본보기가 되고 있다.
이러한 연구를 통해 약 60여건의 국내외 특허를 획득하였고 이러한 발견들을 글로벌제약사 노바티스 및 국내 유수 제약사에 라이센스하여 산업화 연구에도 적극적으로 임하고 있다. 지난 2010년에는 교과부의 글로벌프런티어사업에서 혁신형 의약바이오컨버전스연구단을 이끌며 단백질합성효소를 중심으로 하는 인간 질병의 연구와 중개연구를 통해 신약개발을 위한 기술혁신과 타겟 개발 플랫폼을 구축하고 있다.

## 주요업적
- 인간단백질합성효소(ARS)들이 수행하는 새로운 세포조절 네트워크를 세계최초 규명하여 새로운 연구영역을 개척
- 암과 관련된 인자 AIMP2/p38, AIMP3/p18, GRS, WRS, KRS 등을 연속 발견

암 유발인자 AIMP2-DX2 발견, 노바티스로부터 아시아 최초 투자를 받아 새로운 암치료용 타겟으로 개발
- 암, 노화, 대사 질환에 중요한 mTOR 신호전달 과정에 관여하는 아미노산 센서 LRS 발견

## 수상
- 2000 동헌학술상 (영어), 생화학분자생물학회
- 2002 노벨상에 근접한 의과학자상, 대한의학회
- 2003 이달의 과학자상, 과학재단
- 2003 한국과학상, 과기부
- 2006 대한민국 최고과학기술인상, 과기부
- 2012 대한민국학술원상, 대한민국학술원
- 2016 호암상